# Jason O'Mara
Jason O'Mara, född 6 augusti 1972 i Sandycove i Dublin, är en irländsk-amerikansk skådespelare. O'Mara har spelat huvudroller i dramaserier som Berkeley Square, In Justice, Life on Mars, Terra Nova, Vegas och Agents of S.H.I.E.L.D..
Mellan 2003 och 2017 var Jason O'Mara gift med den amerikanska skådespelaren Paige Turco, med vilken han har ett barn.

## Filmografi i urval
- 1998 – Berkeley Square (TV-serie)
- 2000 – The Bill (TV-serie)
- 2001 – Band of Brothers (TV-serie) (2 avsnitt)
- 2002–2003 – The Agency (TV-serie) (22 avsnitt)
- 2004 – CSI: Miami (TV-serie)
- 2005–2008 – The Closer (TV-serie)
- 2006 – Men in Trees (TV-serie)
- 2006 – Criminal Minds (TV-serie)
- 2006 – In Justice (TV-serie)
- 2007 – Resident Evil: Extinction
- 2008 – Grey's Anatomy (TV-serie)
- 2008-2009 – Life on Mars (USA-versionen)
- 2011 – Terra Nova (TV-serie)
- 2012 – One for the Money
- 2012–2013 – Vegas (TV-serie)
- 2013 – The Good Wife (TV-serie)
- 2016 – The Siege of Jadotville
- 2016–2017 – Agents of S.H.I.E.L.D. (TV-serie)
- 2018 – The Man in the High Castle (TV-serie)